# Рамсей, Джон, 13-й граф Далхаузи
Джон Уильям Мол Рамсей, 13-й граф Далхаузи (англ. John William Maule Ramsay, 13th Earl of Dalhousie; 29 января 1847 — 25 ноября 1887) — шотландский флотоводец, придворный и либеральный политик. Он носил титул учтивости — лорд Рамсей с 1874 по 1880 год.

## Происхождение и образование
Родился 29 января 1847 года в Абердор-хаусе в Фрейзербурге, Абердиншир. Старший сын адмирала Джорджа Рамсея, 12-го графа Далхаузи (1806—1880), и Сары Фрэнсис Робертсон (? — 1904), дочери Уильяма Робертсона из Логан-Хауса. Он получил титул лорда Рамсея в 1874 году, когда его отец унаследовал графство Далхаузи после смерти его двоюродного брата, Фокса Мола-Рамсея, 11-го графа Далхаузи.
Его дедом по отцовской линии был достопочтенный Джон Рамсей (1775—1842), четвертый сын Джорджа Рамсея, 8-го графа Далхаузи.
После окончания школы Чартерхаус он в 1875 году поступил в Баллиол-колледж в Оксфорде.

## Карьера

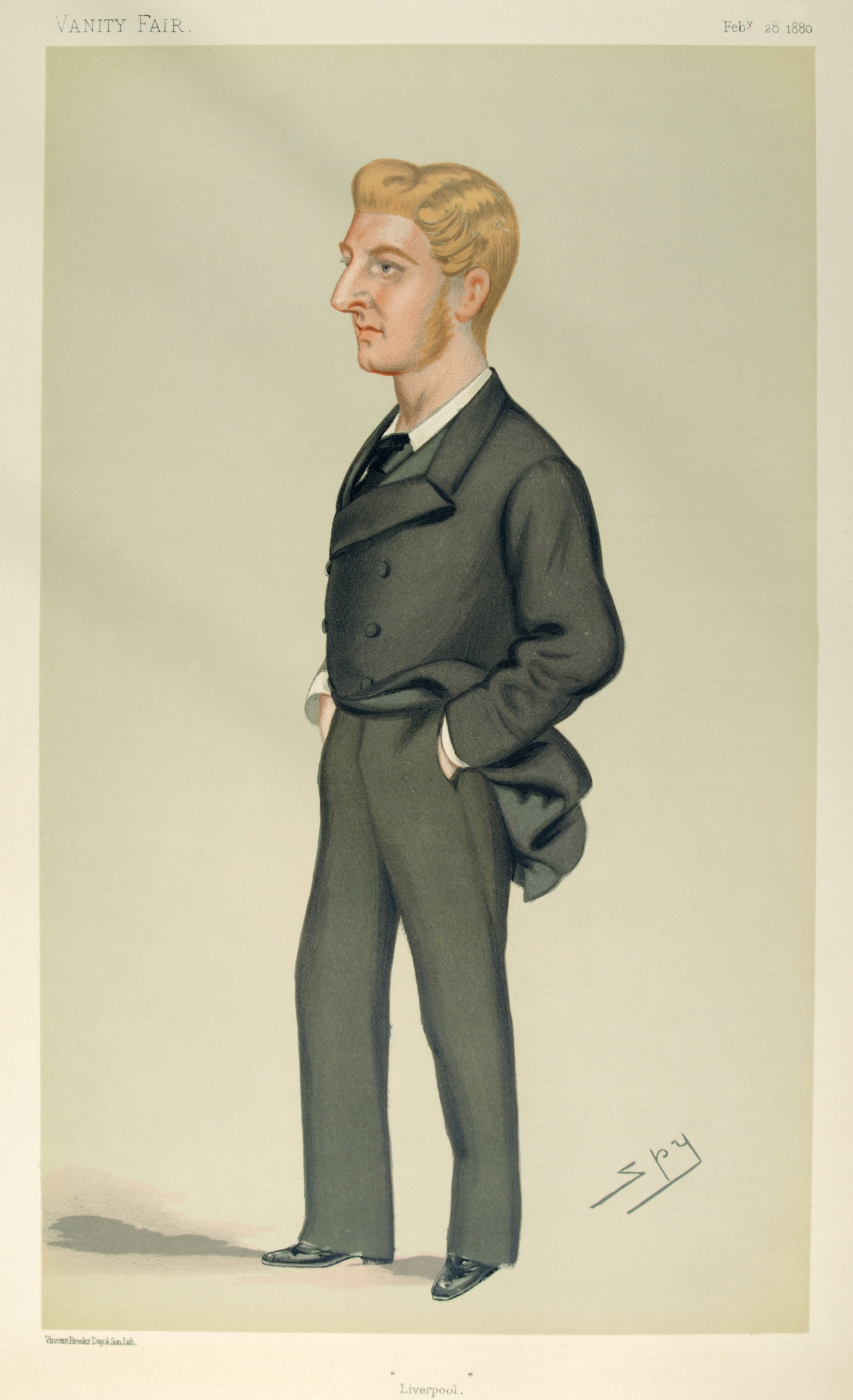
«Ливерпуль». Карикатура Spy, опубликованная в журнале Vanity Fair в 1880 году.

Следуя по стопам своего отца, Джон Рамсей служил в Королевской военно-морском флоте в 1861—1879 годах, дослужившись до чина коммандера. Он был конюшим герцога Эдинбургского в 1874—1876 годах и дополнительным конюшим в 1876—1880 годах.
Лорд Рамсей был избран либеральным членом Палаты общин Великобритании от Ливерпуля в марте 1880 года, но был вынужден уйти в отставку в июле 1880 года, став преемником своего отца в графском титуле.
20 июля 1880 года после смерти своего отца Джон Рамсей унаследовал титулы 13-го графа Далхаузи (Пэрство Шотландии), 2-го барона Рамсея из Рамсея из Гленмарка в графстве Форфаршир (Пэрство Соединённого королевства), 14-го лорда Рамсея из Далхаузи (Пэрство Шотландии) и 13-го лорда Рамсея из Каррингтона (Пэрство Шотландии).
После того, как он занял свое место в Палате лордов в сентябре 1880 года, он был назначен лордом в ожидании премьер-министром Уильямом Эвартом Гладстоном и занимал эту должность до падения правительства в 1885 году.
В апреле 1886 года он сменил Джорджа Тревельяна (который ушел в отставку из-за ирландского самоуправления) на посту секретаря по делам Шотландии в недолгой администрации Гладстона 1886 года, хотя в отличие от Тревельяна он не был членом кабинета министров. В то же время он был принят в Тайный совет Великобритании. Он сохранял этот пост до падения правительства в июле 1886 года. В 1881 году он был произведен в рыцари Чертополоха.

## Личная жизнь

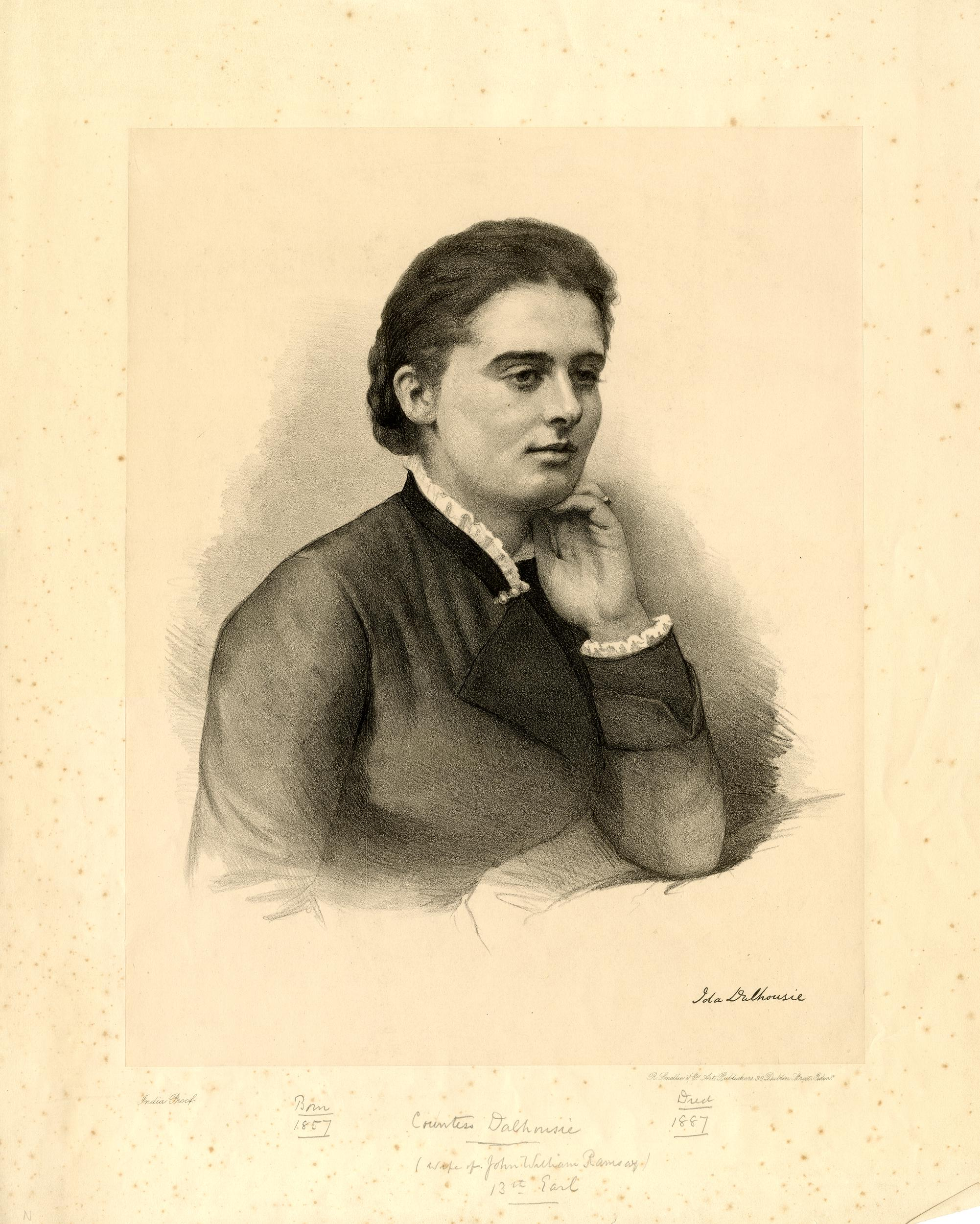
Ида, графиня Далхаузи, жена Джона Рамсея.

6 декабря 1877 года лорд Далхаузи женился на леди Иде Луизе Беннет (22 июня 1857 — 24 ноября 1887), дочери Чарльза Беннета, 6-го графа Танкервиля, и Оливии Беннет, графини Танкервиль (старшей дочери Джорджа Монтегю, 6-го герцога Манчестера). Она появилась в серии коллекционных карточек «Красавицы мира» производителей сигарет Allen & Ginter . У лорда и леди Далхаузи было пятеро сыновей:
- Артур Джордж Мол Рамсей, 14-й граф Далхаузи (4 сентября 1878 — 23 декабря 1928), в 1903 году она женился на леди Мэри Хиткот-Драммонд, дочери Гилберта Хиткота-Драммонда-Уиллоуби, 1-го графа Анкастера[1].
- Достопочтенный сэр Патрик Рамзай (20 сентября 1879 — 19 июля 1962), в 1917 году он женился на Дороти Сёртис[1].
- Адмирал сэр Александр Роберт Мол Рамсей[англ.] (29 мая 1881 — 8 октября 1972), в 1919 году он женился на принцессе Патриции Коннаутской, внучке королевы Виктории[1].
- Достопочтенный Чарльз Фокс Мол Рамсей (5 марта 1885 — октябрь 1926), в 1919 году он женился на Элин Роуз Арбетнот-Лесли, старшей дочери Джорджа Арбетнота-Лесли из Уортхилла, в 1919 году. После его смерти она вышла замуж за достопочтенного майора Артура Майкла Космо Берти (сына Монтегю Берти, 7-го графа Абингдона)[1].
- Достопочтенный лейтенант Рональд Эдвард Мол Рамсей (5 марта 1885 — 24 апреля 1909), умерший неженатым[1].

После возвращения из поездки в США в ноябре 1887 года пара была вынуждена прервать свое путешествие в Гавре после того, как леди Далхаузи заболела. Несмотря на медицинскую помощь, она умерла от перитонита 24 ноября в возрасте 30 лет. После того, как она легла спать той же ночью, лорд Далхаузи так и не проснулся, по-видимому, ночью у него случился апоплексический удар, таким образом, он пережил свою жену менее чем на 24 часа и умер в возрасте 40 лет.